# Plan Dropshot
Plan Dropshot – amerykański plan wojny jądrowej ze Związkiem Radzieckim przyjęty w Stanach Zjednoczonych w 1949 roku.
Plan zakładał rozpoczęcie wojny prewencyjnej z ZSRR do 1957 r. w celu uniemożliwienia mu przejęcia inicjatywy strategicznej w wyniku rozbudowy arsenałów jądrowych. W chwili przyjęcia planu w 1949 ZSRR nie dysponował bronią jądrową. Amerykanie posiadali wówczas 200 bomb jądrowych. Zakładano, że do 1957 rosyjski potencjał atomowy osiągnie poziom zagrażający monopolowi jądrowemu USA, które systematycznie powiększały swój arsenał. W 1950 r. Amerykanie dysponowali 299 bombami, w 1951 - 438 bombami, w 1952 - 841 bombami (ZSRR posiadał wówczas ok. 50 bomb). 
W celu zamaskowania rzeczywistych zamiarów w założeniach planu Dropshot zakładano, że działania wojenne zostaną podjęte w odpowiedzi na wcześniejszą agresję ze strony ZSRR, co w ówczesnych warunkach polityczno-militarnych i przytłaczającej przewadze militarnej USA było mało prawdopodobne.  
Amerykanie planowali w pierwszym etapie wojny uderzenie strategiczne z wykorzystaniem 300 bomb atomowych i 840 bombowców strategicznych. Bomby zamierzano zrzucić na 100 miast ZSRR, w tym: 25 na Moskwę, 22 – na Leningrad, 10 – na Swierdłowsk, 8 – na Kijów, 5 – na Dniepropietrowsk, 2 – na Lwów. Uderzenia miały być wykonane z terenu USA oraz z baz w Wielkiej Brytanii, Turcji i Japonii. Ich realizacja miała trwać 2-4 tygodnie. Rezultatem uderzenia miało być zniszczenie 80% przemysłu ZSRR i zmuszenie go do kapitulacji.
W drugim etapie zakładano rozpoczęcie działań wojennych na lądzie wykonując uderzenia przy użyciu 250 dywizji amerykańskich i państw NATO liczących ponad 6 mln żołnierzy. Uderzenia z kierunku zachodniego przez terytorium NRD i Polski, z południa przez terytorium Bułgarii i Rumunii oraz desanty morskie na wybrzeżu Morza Czarnego miały pozwolić na zajęcie zachodnich i centralnych obszarów ZSRR.
W trzecim etapie, po zajęciu ZSRR, planowano wykorzystać do jego okupacji 23 dywizje USA i NATO. Terytorium ZSRR miało być podzielone na 4 strefy okupacyjne: zachodnią, ukraińsko-kaukaską, uralsko-turkiestańską i syberyjsko-dalekowschodnią. Tereny państw socjalistycznych (Polski, Czechosłowacji, NRD, Rumunii, Bułgarii i Węgier) miały być kontrolowane przez 15 dywizji.
Plan Dropshot był wielokrotnie nowelizowany pod kątem wykorzystania nowych środków przenoszenia broni jądrowej, zwłaszcza rakiet. Na początku lat 60. plan ten zastąpiono planem SIOP, który obejmował tylko założenia użycia amerykańskiej broni nuklearnej na wypadek kryzysu lub wojny.